# Lista siturilor arheologice din județul Caraș-Severin - P
Lista siturilor arheologice din județul Caraș-Severin - P conține toate siturile arheologice din județul Caraș-Severin înscrise în Repertoriul Arheologic Național (RAN) și aflate în localități al căror nume începe cu litera P. RAN este administrat de Ministerul Culturii și Patrimoniului Național și cuprinde date științifice, cartografice, topografice, imagini și planuri, precum și orice alte informații privitoare la zonele cu potențial arheologic, studiate sau nu, încă existente sau dispărute.
Puteți căuta un sit din localitățile care încep cu litera P folosind formularul de mai jos sau puteți naviga prin toate siturile din județ la Lista siturilor arheologice din județul Caraș-Severin.
| Cod RAN                                  | Denumire | Localitate                                            | Adresă                                 | Datare                                       | Descoperit | Coordonate                                 | Imagine           | Erori            |
| ---------------------------------------- | --- | ----------------------------------------------------- | -------------------------------------- | -------------------------------------------- | ---------- | ------------------------------------------ | ----------------- | ---------------- |
| 53434.01.01 (Cod LMI: CS-I-s-B-10863)    | Așezarea rurală medievală de la Păltiniș - "Dâmbul bisericii" / ansamblu anonim (Categorie: locuire civilă) (Tip: Așezare rurală)                             | sat Păltiniș, comuna Păltiniș                         | Dâmbul bisericii                       | sec. VIII-XIII                               |            |                                            | Încărcați imagine | Raportați eroare |
| 53611.01.01 (Cod LMI: CS-I-s-B-10864)    | Așezarea romană de la Pătaș - "Săliște" / ansamblu anonim (Categorie: locuire civilă) (Tip: Așezare)                                                          | sat Pătaș, comuna Prigor                              | Săliște                                | romană sec. II - III                         |            |                                            | Încărcați imagine | Raportați eroare |
| 52026.01.01 (Cod LMI: CS-I-s-B-10865)    | Fortificația de pământ de la Petrilova - Stămiță / ansamblu anonim (Categorie: fortificație) (Tip: Fortificație de pământ)                                    | sat Petrilova, comuna Ciuchici                        | Stămiță                                | sec. XIV-XV                                  |            |                                            | Încărcați imagine | Raportați eroare |
| 53522.02.01 (Cod LMI: CS-I-m-B-10867.01) | Situl arheologic de la Pojejena - "Zidirea" / ansamblu anonim (Categorie: locuire civilă) (Tip: Cetate)                                                       | sat Pojejena, comuna Pojejena                         | Zidirea                                | sec. XIII - XIV                              |            |                                            | Încărcați imagine | Raportați eroare |
| 53522.02.02 (Cod LMI: CS-I-m-B-10867.02) | Situl arheologic de la Pojejena - "Zidirea" / ansamblu anonim (Categorie: locuire civilă) (Tip: Necropolă)                                                    | sat Pojejena, comuna Pojejena                         | Zidirea                                | sec. XIII - XIV                              |            |                                            | Încărcați imagine | Raportați eroare |
| 53522.02.03 (Cod LMI: CS-I-s-B-10867)    | Situl arheologic de la Pojejena - "Zidirea" / ansamblu anonim (Categorie: locuire civilă) (Tip: Așezare)                                                      | sat Pojejena, comuna Pojejena                         | Zidirea                                |                                              |            |                                            | Încărcați imagine | Raportați eroare |
| 53522.03.01 (Cod LMI: CS-I-m-B-10868.02) | Situl arheologic de la Pojejena - "Nucet" / ansamblu anonim (Categorie: locuire civilă) (Tip: Așezare)                                                        | sat Pojejena, comuna Pojejena                         | Nucet                                  | Starčevo - Criș                              |            |                                            | Încărcați imagine | Raportați eroare |
| 53522.03.02 (Cod LMI: CS-I-m-B-10868.01) | Situl arheologic de la Pojejena - "Nucet" / ansamblu anonim (Categorie: locuire civilă) (Tip: Necropolă)                                                      | sat Pojejena, comuna Pojejena                         | Nucet                                  | sec. XIII - XIV                              |            |                                            | Încărcați imagine | Raportați eroare |
| 53522.03.03 (Cod LMI: CS-I-s-B-10868)    | Situl arheologic de la Pojejena - "Nucet" / ansamblu anonim (Categorie: locuire civilă) (Tip: Așezare)                                                        | sat Pojejena, comuna Pojejena                         | Nucet                                  | sec. II - IV                                 |            |                                            | Încărcați imagine | Raportați eroare |
| 53522.03.04 (Cod LMI: CS-I-s-B-10868)    | Situl arheologic de la Pojejena - "Nucet" / ansamblu anonim (Categorie: locuire civilă) (Tip: Cetate)                                                         | sat Pojejena, comuna Pojejena                         | Nucet                                  |                                              |            |                                            | Încărcați imagine | Raportați eroare |
| 51608.01.01 (Cod LMI: CS-I-m-B-10869.01) | Situl arheologic de la Prilipeț - "Spânzurătoare" / ansamblu anonim (Categorie: locuire civilă) (Tip: Așezare)                                                | sat Prilipeț, comuna Bozovici                         | Spânzurătoare                          | romană sec. II - III                         |            |                                            | Încărcați imagine | Raportați eroare |
| 51608.01.02 (Cod LMI: CS-I-m-B-10869.02) | Situl arheologic de la Prilipeț - "Spânzurătoare" / ansamblu anonim (Categorie: locuire civilă) (Tip: Necropolă)                                              | sat Prilipeț, comuna Bozovici                         | Spânzurătoare                          | romană sec. II - III                         |            |                                            | Încărcați imagine | Raportați eroare |
| 51788.01.01                              | Așezarea din epoca bronzului de la Petroșnița / ansamblu anonim (Categorie: locuire civilă) (Tip: Așezare)                                                    | sat Petroșnița, comuna Bucoșnița                      |                                        |                                              |            |                                            | Încărcați imagine | Raportați eroare |
| 54145.01.01 (Cod LMI: CS-II-m-B-11187)   | Biserica "Sf. Sava" de la Pârneaura / ansamblu Biserica "Sf. Sava" (Categorie: structură de cult/religioasă) (Tip: Biserică)                                  | sat Pârneaura, comuna Socol                           |                                        | sec. XVI; reclădită 1760-1770                |            |                                            | Încărcați imagine | Raportați eroare |
| 51788.02                                 | Turnul roman de la pe șoseaua de la Petroșnița (Categorie: construcție defensivă) (Tip: turn)                                                                 | sat Petroșnița, comuna Bucoșnița                      |                                        | sec. I - III, Septimius Severus, sf. sec. II |            |                                            | Încărcați imagine | Raportați eroare |
| 51788.02.01                              | Turnul roman de la pe șoseaua de la Petroșnița / ansamblu anonim (Categorie: construcție defensivă) (Tip: Turn)                                               | sat Petroșnița, comuna Bucoșnița                      |                                        | romană sec. I - III                          |            |                                            | Încărcați imagine | Raportați eroare |
| 53434.02.01                              | Situl arheologic de la Păltiniț- Toplița / ansamblu anonim (Categorie: locuire) (Tip: Așezare)                                                                | sat Păltiniș, comuna Păltiniș                         | Toplița                                |                                              |            |                                            | Încărcați imagine | Raportați eroare |
| 53434.02.02                              | Situl arheologic de la Păltiniț- Toplița / ansamblu anonim (Categorie: locuire) (Tip: Așezare)                                                                | sat Păltiniș, comuna Păltiniș                         | Toplița                                |                                              |            |                                            | Încărcați imagine | Raportați eroare |
| 53434.02.03                              | Situl arheologic de la Păltiniț- Toplița / ansamblu anonim (Categorie: locuire) (Tip: Așezare)                                                                | sat Păltiniș, comuna Păltiniș                         | Toplița                                | Balta Sărată                                 |            |                                            | Încărcați imagine | Raportați eroare |
| 54145.02.01                              | Situl arheologic de la Pârneaura / ansamblu anonim (Categorie: locuire) (Tip: Așezare)                                                                        | sat Pârneaura, comuna Socol                           |                                        |                                              |            |                                            | Încărcați imagine | Raportați eroare |
| 54145.02.02                              | Situl arheologic de la Pârneaura / ansamblu anonim (Categorie: locuire) (Tip: Așezare)                                                                        | sat Pârneaura, comuna Socol                           |                                        | sec. III-IV                                  |            |                                            | Încărcați imagine | Raportați eroare |
| 50941.01.01                              | Situl arheologic de la Pecinișca- Peștera Gaura Ungurului / ansamblu anonim (Categorie: locuire) (Tip: Așezare)                                               | localitate componentă Pecinișca, oraș Băile Herculane | Peștera Gaura Ungurului                | Sălcuța                                      |            |                                            | Încărcați imagine | Raportați eroare |
| 50941.01.02                              | Situl arheologic de la Pecinișca- Peștera Gaura Ungurului / ansamblu anonim (Categorie: locuire) (Tip: Așezare)                                               | localitate componentă Pecinișca, oraș Băile Herculane | Peștera Gaura Ungurului                | Coțofeni                                     |            |                                            | Încărcați imagine | Raportați eroare |
| 50941.01.03                              | Situl arheologic de la Pecinișca- Peștera Gaura Ungurului / ansamblu anonim (Categorie: locuire) (Tip: Așezare)                                               | localitate componentă Pecinișca, oraș Băile Herculane | Peștera Gaura Ungurului                | Basarabi                                     |            |                                            | Încărcați imagine | Raportați eroare |
| 50941.01.04                              | Situl arheologic de la Pecinișca- Peștera Gaura Ungurului / ansamblu anonim (Categorie: locuire) (Tip: Așezare)                                               | localitate componentă Pecinișca, oraș Băile Herculane | Peștera Gaura Ungurului                | sec. XV-XVI                                  |            |                                            | Încărcați imagine | Raportați eroare |
| 50941.02.01                              | Locuirea în peșteră de la Pecinișca- Peștera Mare din Șoroniște / ansamblu anonim (Categorie: locuire) (Tip: Locuire în peșteră)                              | localitate componentă Pecinișca, oraș Băile Herculane | Peștera Mare din Șoroniște             |                                              |            |                                            | Încărcați imagine | Raportați eroare |
| 50941.02.03                              | Locuirea în peșteră de la Pecinișca- Peștera Mare din Șoroniște / ansamblu anonim (Categorie: locuire) (Tip: Locuire în peșteră)                              | localitate componentă Pecinișca, oraș Băile Herculane | Peștera Mare din Șoroniște             |                                              |            |                                            | Încărcați imagine | Raportați eroare |
| 50941.02.02                              | Locuirea în peșteră de la Pecinișca- Peștera Mare din Șoroniște / ansamblu anonim (Categorie: locuire) (Tip: Locuire în peșteră)                              | localitate componentă Pecinișca, oraș Băile Herculane | Peștera Mare din Șoroniște             | daco-romană                                  |            |                                            | Încărcați imagine | Raportați eroare |
| 53050.01.01                              | Așezarea Balta Sărată de la Petnic / ansamblu anonim (Categorie: locuire) (Tip: Așezare)                                                                      | sat Petnic, comuna Iablanița                          |                                        | Balta Sărată                                 |            |                                            | Încărcați imagine | Raportați eroare |
| 53050.02.01                              | Așezarea romană de la Petnic- La Seliște / ansamblu anonim (Categorie: locuire) (Tip: Așezare)                                                                | sat Petnic, comuna Iablanița                          | La Seliște                             | romană                                       |            |                                            | Încărcați imagine | Raportați eroare |
| 53050.02.02                              | Așezarea romană de la Petnic- La Seliște / ansamblu anonim (Categorie: locuire) (Tip: Drum)                                                                   | sat Petnic, comuna Iablanița                          | La Seliște                             | romană                                       |            |                                            | Încărcați imagine | Raportați eroare |
| 52026.02.01                              | Așezarea daco-romană de la Petrilova- Iazul Mic / ansamblu anonim (Categorie: locuire) (Tip: Așezare)                                                         | sat Petrilova, comuna Ciuchici                        | Iazul Mic                              | daco-romană                                  |            |                                            | Încărcați imagine | Raportați eroare |
| 53826.01.01                              | Așezarea daco-romană de la Potoc / ansamblu anonim (Categorie: locuire) (Tip: așezare)                                                                        | sat Potoc, comuna Sasca Montană                       |                                        | daco-romană sec.III-IV                       |            |                                            | Încărcați imagine | Raportați eroare |
| 53586.01.01                              | Așezarea Coțofeni de la Prigor- Dealul Grădeț / ansamblu anonim (Categorie: locuire) (Tip: Așezare)                                                           | sat Prigor, comuna Prigor                             | Dealul Grădeț                          | Coțofeni                                     |            |                                            | Încărcați imagine | Raportați eroare |
| 53586.02                                 | Așezarea neolitică de la Prigor- Odăi (Categorie: locuire) (Tip: așezare)                                                                                     | sat Prigor, comuna Prigor                             | Odăi                                   |                                              |            |                                            | Încărcați imagine | Raportați eroare |
| 53586.02.01                              | Așezarea neolitică de la Prigor- Odăi / ansamblu anonim (Categorie: locuire) (Tip: Așezare)                                                                   | sat Prigor, comuna Prigor                             | Odăi                                   |                                              |            |                                            | Încărcați imagine | Raportați eroare |
| 51733.01.01                              | Așezarea Coțofeni de la Prisian- Cucuiul lui Ostâvă / ansamblu anonim (Categorie: locuire) (Tip: Așezare)                                                     | sat Prisian, comuna Buchin                            | Cucuiul lui Ostâvă                     | Coțofeni                                     |            |                                            | Încărcați imagine | Raportați eroare |
| 52927.01.01                              | Așezarea neolitică de la padina Matei - Peștera Gaura Haiducească / ansamblu anonim (Categorie: locuire) (Tip: Așezare în peșteră)                            | sat Padina Matei, comuna Gârnic                       | Peștera Gaura Haiducească              |                                              |            |                                            | Încărcați imagine | Raportați eroare |
| 53434.03.01                              | Necropola hallstattiană de la Păltiniș / ansamblu anonim (Categorie: decoperire funerară) (Tip: Necropolă)                                                    | sat Păltiniș, comuna Păltiniș                         |                                        |                                              |            |                                            | Încărcați imagine | Raportați eroare |
| 50941.03.01                              | Atelierul medieval de la Pecinișca - Peștera Victoria din Peretele Șoimilor / ansamblu anonim (Categorie: locuire civilă) (Tip: Atelier de falsificat monede) | localitate componentă Pecinișca, oraș Băile Herculane | Peștera Victoria din Peretele Șoimilor | sec. XVIII                                   |            |                                            | Încărcați imagine | Raportați eroare |
| 50941.04.01                              | Așezarea Coțofeni de la Pecinișca / ansamblu anonim (Categorie: locuire) (Tip: Așezare)                                                                       | localitate componentă Pecinișca, oraș Băile Herculane |                                        | Coțofeni                                     |            |                                            | Încărcați imagine | Raportați eroare |
| 53050.03.01                              | Cariera de epocă romană de la Petnic / ansamblu anonim (Categorie: exploatare/carieră) (Tip: carieră)                                                         | sat Petnic, comuna Iablanița                          |                                        |                                              |            |                                            | Încărcați imagine | Raportați eroare |
| 52026.03.01                              | Așezarea daco-romană de la Petrilova / ansamblu anonim (Categorie: locuire) (Tip: Așezare)                                                                    | sat Petrilova, comuna Ciuchici                        |                                        | sec. III-IV d. Chr                           |            |                                            | Încărcați imagine | Raportați eroare |
| 53309.01.01                              | Așezarea de epocă medievală de la Plugova / ansamblu anonim (Categorie: locuire) (Tip: Așezare)                                                               | sat Plugova, comuna Mehadia                           |                                        |                                              |            |                                            | Încărcați imagine | Raportați eroare |
| 53522.04.01                              | Așezarea de epocă romană de la Pojejena / ansamblu anonim (Categorie: locuire) (Tip: Așezare)                                                                 | sat Pojejena, comuna Pojejena                         |                                        |                                              |            |                                            | Încărcați imagine | Raportați eroare |
| 53826.02.01                              | Biserica medievală de la Potoc / ansamblu anonim (Categorie: construcție de cult) (Tip: Biserică)                                                             | sat Potoc, comuna Sasca Montană                       |                                        |                                              |            |                                            | Încărcați imagine | Raportați eroare |
| 53826.03.01                              | Cetatea regală de la Potoc / ansamblu anonim (Categorie: construcție defensivă) (Tip: Cetate)                                                                 | sat Potoc, comuna Sasca Montană                       |                                        |                                              |            |                                            | Încărcați imagine | Raportați eroare |
| 53586.03.01                              | Așezarea de epoca bronzului de la Prigor - Cozacica / ansamblu anonim (Categorie: locuire) (Tip: Așezare)                                                     | sat Prigor, comuna Prigor                             | Cozacica                               |                                              |            |                                            | Încărcați imagine | Raportați eroare |
| 53522.01.01 (Cod LMI: CS-I-m-A-10866.01) | Castrul roman de la Pojejena - "Șitarnița" / ansamblu anonim (Categorie: locuire militară) (Tip: Castru)                                                      | sat Pojejena, comuna Pojejena                         | Șitarnița                              | romană sec. II - IV                          |            | 44°46′24″N 21°34′12″E / 44.77333°N 21.57°E | Încărcați imagine | Raportați eroare |
| 53522.01.02 (Cod LMI: CS-I-m-A-10866.02) | Castrul roman de la Pojejena - "Șitarnița" / ansamblu anonim (Categorie: locuire militară) (Tip: Canabae)                                                     | sat Pojejena, comuna Pojejena                         | Șitarnița                              | romană sec. II - IV                          |            | 44°46′24″N 21°34′12″E / 44.77333°N 21.57°E | Încărcați imagine | Raportați eroare |